# Walter Fritz (Politiker)
Walter Fritz (* 8. Oktober 1921 in Obernberg am Inn; † 6. Juni 1994 in Mittelberg) war ein österreichischer Politiker (ÖVP) und Vorstand der Kleinwalsertaler Bergbahn. Er war von 1969 bis 1989 Abgeordneter zum Vorarlberger Landtag und von 1960 bis 1985 Bürgermeister von Mittelberg.

## Ausbildung und Beruf
Fritz besuchte die Volks- und Hauptschule und absolvierte drei Jahre lang die bayrische Gemeindeverwaltungs- und Verwaltungsschule, woraufhin er die Prüfung für den gehobenen Verwaltungs- und Sparkassendienst ablegte. Er arbeitete zwischen 1935 und 1939 als Angestellter der Verkehrsämtern von Riezlern, Hirschegg und Mittelberg und trat 1940 in den Dienst der Gemeinde Mittelberg. Er war von 1945 bis 1955 Gemeindesekretär, zwischen 1948 und 1970 ehrenamtlicher Leiter des Verkehrsamtes Kleinwalsertal und wurde 1954 Vorstand der Kleinwalsertaler Bergbahn.

## Politik und Funktionen
1955 wurde Fritz Parteimitglied der ÖVP, zudem war er Mitglied des ÖAAB und des Wirtschaftsbundes. Er übernahm 1973 innerparteilich das Amt des Ortsparteiobmann der ÖVP Mittelberg und war von 1969 bis 1989 Mitglied der Landesparteileitung der ÖVP Vorarlberg. Als Abgeordneter des Wahlbezirkes Bregenz gehörte Fritz vom 5. November 1969 bis zum 23. Oktober 1989 dem Vorarlberger Landtag an. Er war dort Mitglied im Finanzausschuss, Mitglied im Rechtsausschuss, Mitglied im Kontrollausschuss und Mitglied im Kulturausschuss sowie Mitglied im Volksanwaltsausschuss. 
Auf lokalpolitischer Ebene war Fritz von 1940 bis 1945 Mitglied der Gemeindevertretung von Mittelberg, danach war er von 1955 bis 1985 erneut Mitglied der Gemeindevertretung und von 1960 bis 1985 zudem Bürgermeister der Gemeinde, wobei er die Referate Präsidial- und Personalangelegenheiten, Polizeiwesen, Fremdenverkehr, Wohnungsbau sowie Kultur- und Heimatpflege, führte. Zudem war er von 1950 bis 1955 und von 1970 bis 1985 Mitglied des Fremdenverkehrsbeirates Kleinwalsertal.
Fritz war des Weiteren als Vorstandsmitglied der Bergbahn AG und als Aufsichtsratsvorsitzender der Bergbahn AG aktiv, wirkte im Fremdenverkehrsverband, wo er unter anderem des Landesverband für Tourismus war und engagierte sich als Mitglied im Verkehrsausschuss des österreichischen Gemeindebundes und Aufsichtsratsmitglied der österreichischen Fremdenverkehrswerbung. Er war des Weiteren im Verkehrsverband Schwaben/Allgäu aktiv.

## Privates
Fritzs Vater, Alois Fritz, stammte aus Mittelberg, während seine Mutter Aloisia Fritz, geborene Neuder, im Oberösterreichischen Obernberg am Inn geboren wurde. Fritz heiratete in erster Ehe Hildegard Ritzler, wobei die Ehe geschieden wurde. Seit 1972 ist er mit Brunhilde Bilgeri aus Immenstadt verheiratet. Fritz hat aus erster Ehe zwei Söhne, die 1949 bzw. 1950 geboren wurden.

## Auszeichnungen
- Ernennung zum „Kommerzialrat“ (1977)
- Silbernes Ehrenzeichen des Landes Vorarlberg (1985)
- Ehrenbürger der Gemeinde Mittelberg (1986)
- Großes Silbernes Ehrenzeichen der Republik Österreich (1991)